# 安东神社
安东神社是曾位于安东满铁附属地（大清奉天省安东县、中华民国辽宁省安东县、满洲国安東省安東市）的一个日本神社，祭神为天照大神，社格为神饌幣帛供進指定神社。安东神社是日本人在中国东北建立的第一座日本神社。:108

## 背景

### 镇江山
日本对安东的统治始于日俄战争期间的1904年5月，当时日本军队在安东实施军政，直至战争结束后的1906年10月。1904年10月，第二任安东军政官大原武庆决意建设祭祀日军战死者的道场，邀请日本僧人细野南岳前往安东。1905年4月，细野到达安东，经过考察，选址在一座当时无名的山丘，并命名为“镇江山”，着手修建寺庙。镇江山之名借鉴了台北臨濟護國禪寺的山号“镇南山”。:12,13

### 安东满铁附属地
安东县在1905年时有日本居民约1,000户，近6,000人。:108

## 历史

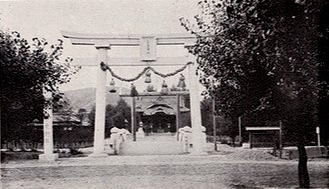
位于五番通时的安东神社

1905年建立于安东军政署内设置了遥拜所，后来以此遥拜所为拜殿设立了神社，供奉天照大神。不久迁移到安东的新市区五番通。1924年皇太子成婚，以此为契机迁座到镇江山。迁座耗资约10万日元，其中满铁承担了2万日元。:14:213

### 战后拆除、改建
1945年8月15日，日本战败。8月17日傍晚时，安东神社被身份不明者以炸弹破坏。

## 概况
位于镇江山的安东神社的大鸟居建于迁座时的1924年，当时为木结构。1935年替换为混凝土大鸟居。

### 现状

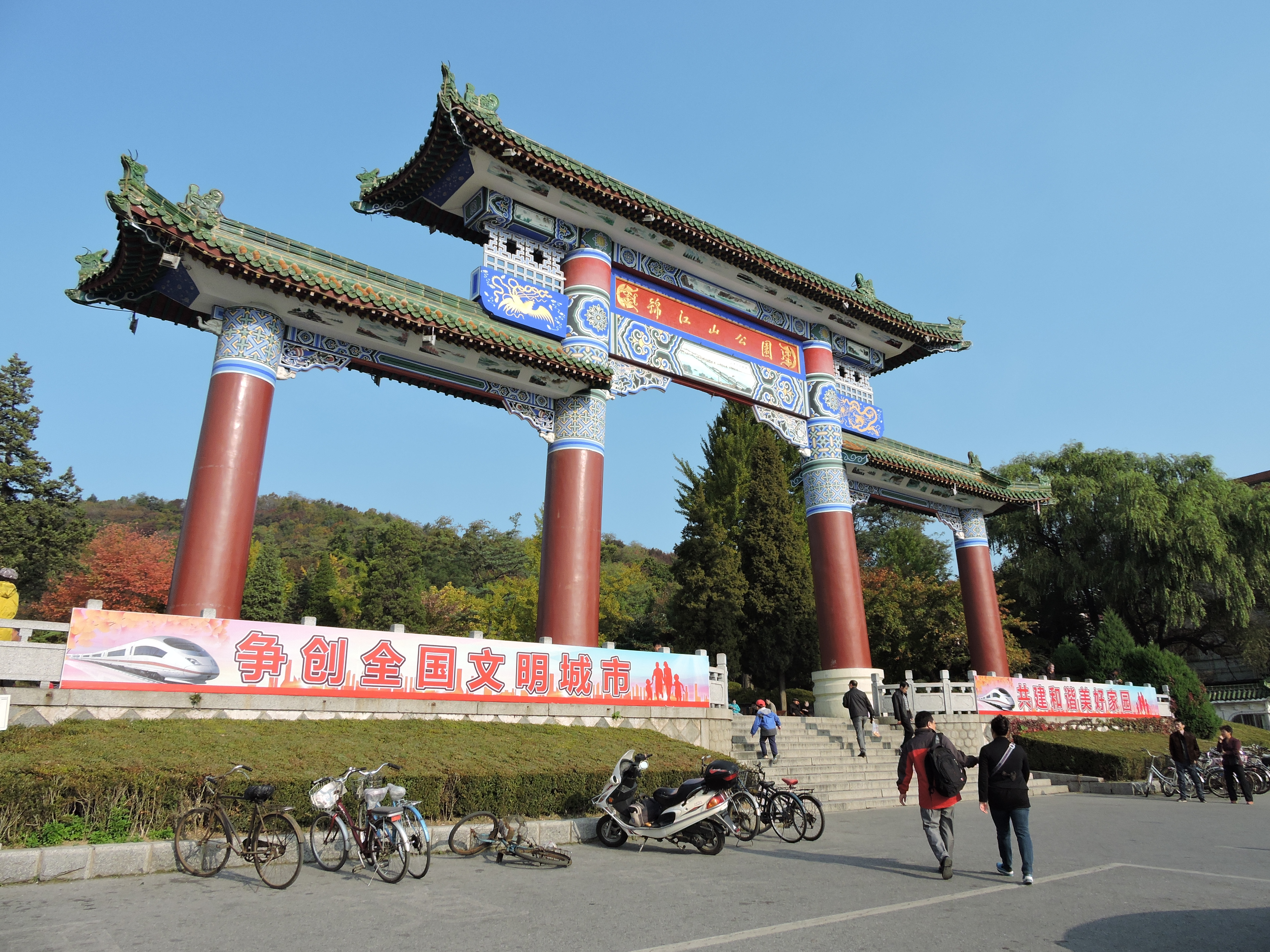
被改造为牌坊的原安东神社大鸟居

安东神社的大鸟居经过改造后，以中式牌坊的形式现存。神社原址附近仍有推测为石鸟居基础的刻有日本人名的方形石块。

## 信仰者、祭事

### 安东事件（与基督教的冲突）
1930年时，安东高等女学校约有20名左右的学生是日本圣洁教会的信徒。:564月，安东高等女学校组织全校师生参拜安东神社时，有4名学生拒绝参与，理由是“不能侍奉两个神”。5月1日再次组织参拜时，拒绝参与的学生增加到了6名。学校说服了2名学生，但剩余4名仍然拒绝，因而被禁止到校就学。安东圣洁教会的福音使吉持久雄向学校提出抗议。此事得到日本国内报纸报道。此后吉持坚持抗争，教会一度被神社信徒和町内会排斥，被迫迁到该教会的朝鲜人信徒住宅中。吉持在当地报纸上发表声明，称神道也是宗教，因而与基督教信仰冲突。最终关东厅决定保护吉持和该教会的信仰自由，并允许教会在五番通修建新的教堂。:161,162

## 摄末社
安东八幡宫设立于1912年，位于镇江山，祭神为应神天皇，例祭为9月15日。:203